# Жовна

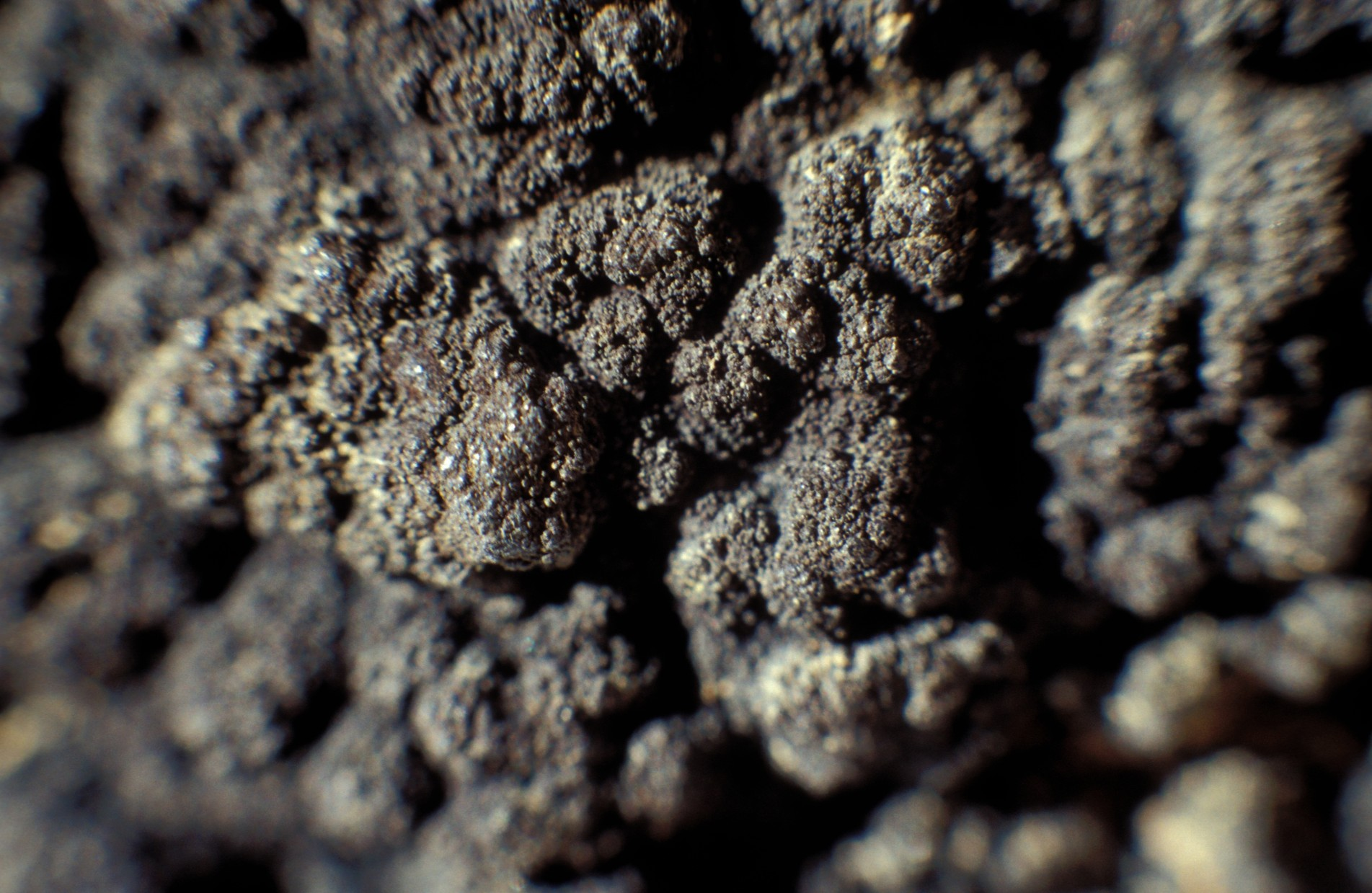
Жовна залізо-марганцевих конкрецій.

Жовна (рос. желваки, англ. concretions, нім. Konkretion f ) – невеликі скупчення і конкреції мінералів округлої, еліпсоїдальної або неправильної форми.